# Ернесто Беліс
Ернесто Антоніо Беліс (ісп. Ernesto Antonio Belis, 1 лютого 1909 — дата смерті невідома) — аргентинський футболіст, що грав на позиції захисника, нападника, зокрема, за клуби «Екскурсіоністас» та «Дефенсорес де Бельграно», а також національну збірну Аргентини.

## Клубна кар'єра
У футболі дебютував 1927 року виступами за клуб «Екскурсіоністас», в якому провів чотири сезони, взявши участь у 57 матчах чемпіонату. 
Протягом 1931—1932 років захищав кольори команди клубу «Платенсе» (Вісенте-Лопес).
Своєю грою за останню команду привернув увагу представників тренерського штабу клубу «Дефенсорес де Бельграно», до складу якого приєднався 1933 року. Відіграв за команду з передмістя Буенос-Айреса наступні три сезони своєї ігрової кар'єри.
Протягом 1939—1940 років знову захищав кольори «Екскурсіоністаса».
Завершив професійну ігрову кар'єру у клубі «Дефенсорес де Бельграно», у складі якого вже виступав раніше. Прийшов до команди 1944 року, захищав її кольори до припинення виступів на професійному рівні у 1944.

## Виступи за збірну
1934 року дебютував в офіційних матчах у складі національної збірної Аргентини, зігравши на чемпіонаті світу 1934 року в Італії проти Швеції (2-3) свій єдиний матч, забивши 1 гол.